# Fayette County (Ohio)
 For alternative betydninger, se Fayette County. (Se også artikler, som begynder med Fayette County)
Fayette County er et county i den amerikanske delstat Ohio.

## Demografi
Ifølge folketællingen fra 2000, boede der 28,433 personer i amtet. Der var 11,054 husstande med 7,837 familier. Befolkningstætheden var 27 personer pr. km². Befolkningens etniske sammensætning var som følger: 95.60% hvide, 2.07% afroamerikanere, 0.15% indianer, 0.46% asiatisk, 0.01% stillehavsøerne, 0.55% anden oprindelse og 1.16% fra to eller flere etniske grupper.
Der var 11,054 husstande, hvoraf 32.40% havde børn under 18 år boende. 54.80% var ægtepar som boede sammen, 11.50% havde en enlig kvinde som beboer og 29.10% var ikke-familier. 24.50% af alle husstande bestod af individer og 11.20% var der en beboere som boede alene og var 65 år eller ældre.
Gennemsnitsindkomsten for en hustand var $36,735 årligt, mens gennemsnitsindkomsten for en familie var på $43,692 årligt.